# 寧遠県
寧遠県（ねいえん-けん）は中華人民共和国湖南省永州市に位置する県。

## 歴史
秦代、県域には舂陵県・泠道県の2県が設置されていた。漢代になると舂陵侯国の管轄地域となり営道県及び泠道県が設置された。前45年（初元4年）、舂陵侯国は泠道県に編入されている。新朝が成立すると泠道県は泠陵県、営道県は九疑亭と一時改称されたが、25年（建武元年）、後漢により旧称に戻されている。
272年（鳳凰元年）、呉により泠道県の一部に舂陽県を新設、東晋の永和年間に舂陽県は舂陵県と改称されている。
589年（開皇9年）、隋代により舂陵県・泠道県を営道県に編入、617年（大業13年）、蕭銑により営道県は梁興県に改称されている。621年（武徳4年）、唐代により梁興県を唐興県と、693年（長寿2年）には武盛県、706年（神龍2年）には再び唐興県、742年（天宝元年）には延唐県と改称された。767年（大暦2年）、大暦県が延唐県より分割・設置された。五代十国時代には後梁により延唐県を延昌県と改称されたが、後唐により再び延唐県、942年（天福7年）には後晋により延熹県と改称された。
965年（乾徳3年）、北宋により大暦県を延熹県に編入、延熹県は寧遠県と改称された。

## 行政区画
- 街道：文廟街道、舜陵街道、桐山街道、東渓街道
- 鎮：天堂鎮、水市鎮、湾井鎮、冷水鎮、太平鎮、禾亭鎮、仁和鎮、中和鎮、柏家坪鎮、清水橋鎮、鯉渓鎮、保安鎮
- 民族郷：九疑山ヤオ族郷、五竜山ヤオ族郷、棉花坪ヤオ族郷、桐木漯ヤオ族郷